# Sculpture of the Lake (Garau)
Sculpture of the Lake également appelé « Scultura del Lago» est une peinture murale de l'artiste de rue Salvatore Garau, réalisée sur un mur de MACAM - Musée d'art contemporain, dans la Via Cavour, en Maglione, Italie.

## Histoire
Peint en 2006 sur la façade d'un immeuble de la Via Cavour à Maglione, d'art de rue légale  en Italie, une autorisation et une protection rétrospectives ont été accordées à l'œuvre par le Musée d'art contemporain en plein air MACAM, qui détient aujourd'hui les droits de propriété.

## Description
Afin d'atteindre la hauteur appropriée et de maintenir le secret de la peinture murale lors de sa création, un échafaudage a été érigé contre le mur, le tout recouvert d'une bâche. Après trois jours, le conseil a enlevé l'échafaudage, découvrant ainsi l'œuvre d'art.

### Articles Connexes
- Peinture murale
- Banksy
- Landscape with title (Garau)
- Photogramme avec horizon (Garau)
- Art urbain
- Art contemporain